# 2013年紐西蘭冬季風暴
2013年紐西蘭冬季風暴是2013年6月20–22日造成紐西蘭重大災害的強烈溫帶氣旋。這個溫帶氣旋造成威靈頓地區受到強風與瘋狗浪等劇烈氣象災害，同時也帶給了南島強烈的寒潮與大雪。紐西蘭國家水資源與大氣研究所表示此次的溫帶氣旋所造成的災害是一種極端天氣現象。同時，在庫克海峽所釋放的海洋浮標測得近15公尺的瘋狗浪，並在威靈頓的泳山測得每小時202公里的持續風速。

## 氣象歷史
6月19日，新西蘭氣象局觀測到南島東北方有一個挾帶冷空氣的低壓區，隨後這個低壓區逐漸發展並往西靠近南島。6月20日，這個低壓區穿越庫克海峽並在凱庫拉東方發展成溫帶氣旋。這個溫帶氣旋的等壓線延伸到南極海冰，並造成紐西蘭強烈的寒潮，使得特卡波鎮測得攝氏溫度-6度。此次冬季風暴在豪克斯灣地區測得災害性陣風，豪克斯灣機場測得最高陣風風速為每小時80公里，豪克斯灣地區在此次風暴中僅受到部分地區淹水及較強的風速影響。

## 影響

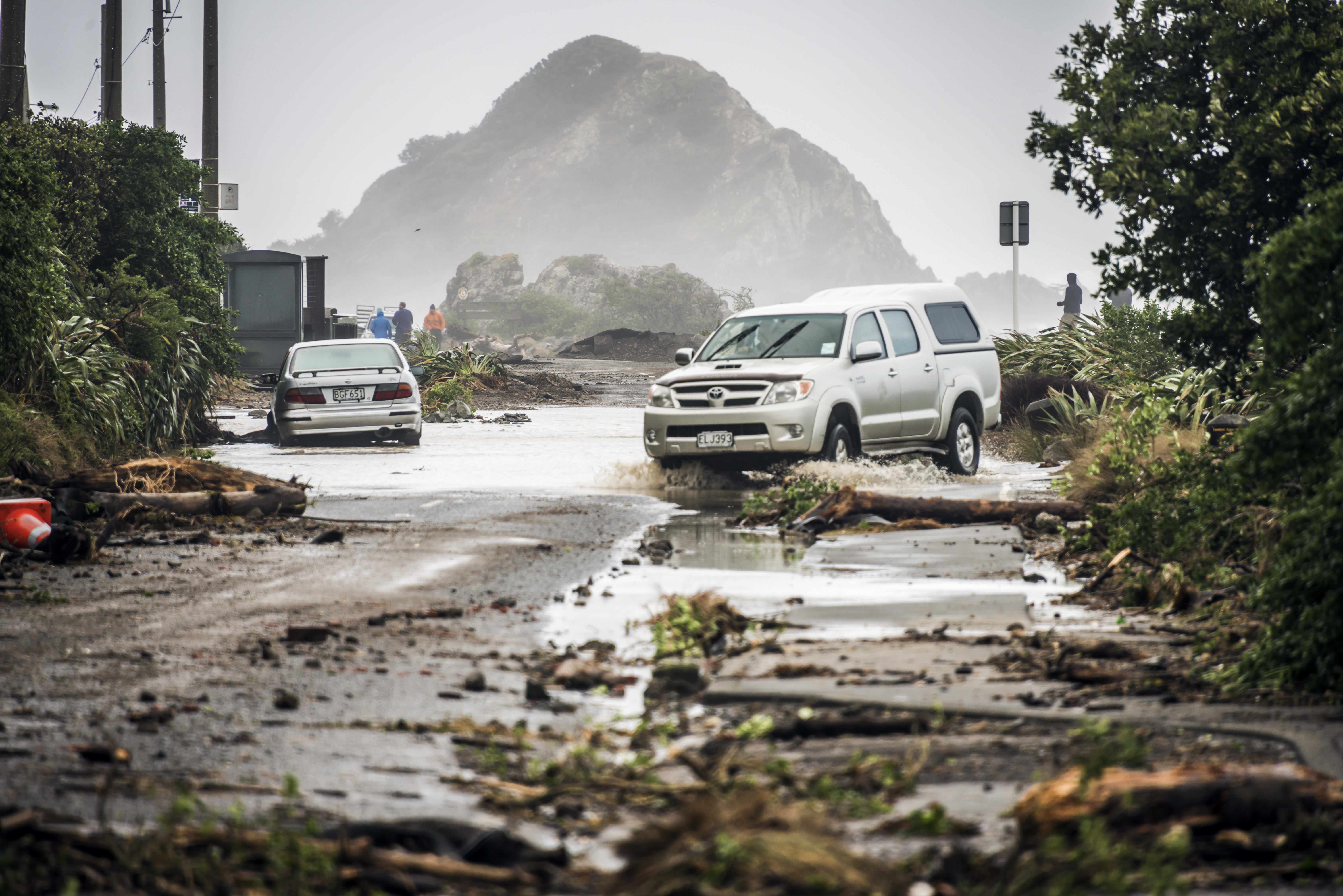
威靈頓地區災後狀況。

6月20日晚間至6月21日，威靈頓受到強風的侵襲，強陣風使得部分樹木連根拔起、屋頂被吹翻及窗戶被吹破，並造成卡皮蒂海岸與瓦拉拉帕市的電力中斷，而北島在當日晚間緊急封鎖道路及學校。截至6月21日上午6時，紐西蘭消防局表示在過去12小時共接獲932通急救電話。6月21日，緊急救助系統因為此次的溫帶氣旋而造成忙線，北方警方通訊中心表示有近90%的緊急救助無法透過威靈頓警政分部獲得解決。
這個溫帶氣旋造成紐西蘭多處房屋、道路及海堤毀損、超過150所學校關閉。紐西蘭當局表示這場風暴造成全國電力網路中斷，有近3萬戶家庭及企業無電可用。許多地方議會要求電力公司應等溫帶氣旋減弱離去之後再進行維修復電，以確保技術工人的生命安全。
紐西蘭國家水資源與大氣研究所在庫克海峽所釋放的海洋浮標測得自1995年以來的最大浪高 ，近15公尺的瘋狗浪沖走了部分沿海公路和海堤。著名作家凱瑟琳·曼斯菲爾德在日灣的童年故居也受到此次氣旋所造成的大浪的襲擊，房屋結構近乎被徹底摧毀。
受到此次冬季風暴的影響，特倫瑟姆賽馬場的賽馬競賽被迫取消，紐西蘭首都威靈頓的LUX燈光藝術節也因此延後至6月22日開幕。紐西蘭保險理事會表示，此次的氣象災害是自2004年馬納瓦圖河洪水以來，造成北島北部遭受重大災害的氣象事件。